# Falangist
En falangist var et medlem af FE de las JONS (Falange Española de las Juntas de Ofensiva Nacional-Sindicalista), et spansk politisk parti grundlagt af José Antonio Primo de Rivera, der under Den spanske Borgerkrig indgik i FET y de las JONS sammen med carlisterne i CT. Falangismen havde en klar fascistisk tendens, der også var til stede under Francostyret.
Udtrykket har også tidligere været anvendt i forbindelse med flere spanske, politiske bevægelser, og det var navnet på en sydamerikansk oprørsbevægelse under de spanske koloniers frihedskamp i Sydamerika.